# Nanobrillamenti
Un nanobrillamento (in inglese nanoflare) è un piccolissimo brillamento che si verifica nella corona solare, l'atmosfera più esterna del Sole.
L'ipotesi dell'esistenza di microbrillamenti per spiegare il riscaldamento della corona fu suggerita da Thomas Gold e successivamente sviluppata da Eugene Parker.
Secondo Parker un nanobrillamento nasce da un evento di riconnessione magnetica che converte l'energia immagazzinata nel campo magnetico solare nel movimento del plasma. Il moto del plasma (pensato come moto di un fluido) si verifica su scale di lunghezza così piccole da essere presto smorzato dalla turbolenza e poi dalla viscosità. In tal modo l'energia viene rapidamente convertita in calore, e poi condotta dagli elettroni liberi lungo le linee di campo magnetico nel luogo più vicino al punto in cui il nanobrillamento si accende.
Al fine di riscaldare una regione di elevata emissione nei raggi X, in una zona di 1" x 1", un nanobrillamento di 1017 J dovrebbe avvenire ogni 20 secondi, e 1000 nanoflares al secondo dovrebbero verificarsi in una grande regione attiva di 105 x 105 Km2. Sulla base di questa teoria, l'emissione proveniente da un grande brillamento potrebbe essere causata da una serie di micro-nanobrillamenti, non osservabili individualmente.

## Nanobrillamenti e attività coronale

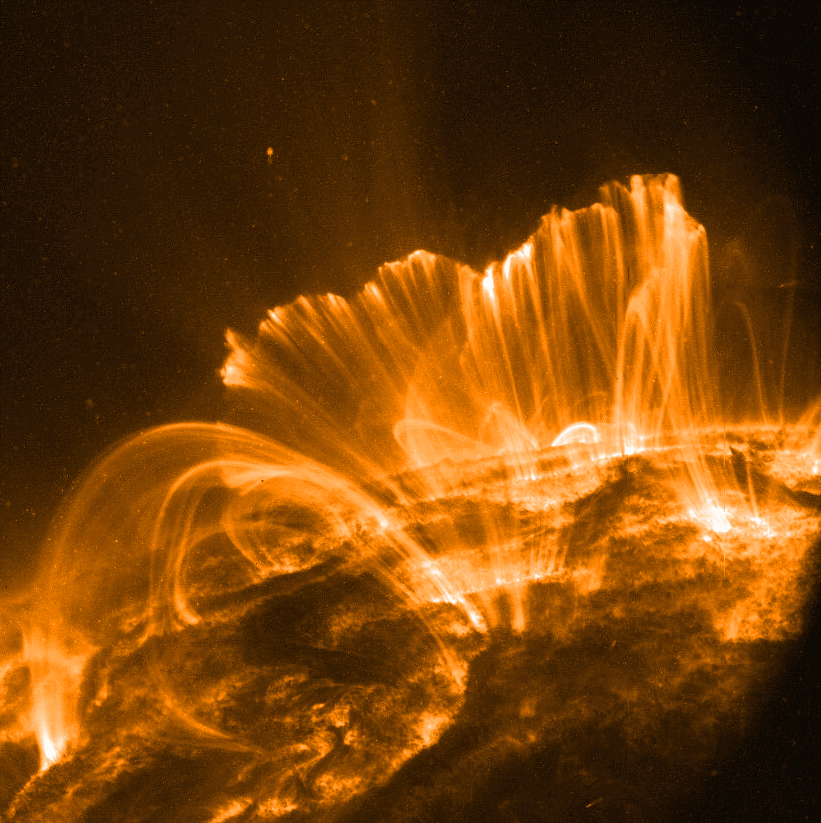
Tipici anelli coronali, sede di un brillamento solare, osservati da TRACE nei raggi EUV.

Le osservazioni della corona mostrano che il campo magnetico, che è congelato nel moto del plasma nella fotosfera, si apre in strutture semicircolari nella corona. Questi archi magnetici, che possono essere visti nelle immagini EUV e X riprese da satellite (vedi figura a sinistra), confinano plasma molto caldo che emette come se fosse a una temperatura di alcuni milioni di gradi.
Molti tubi di flusso sono stabili per diversi giorni sulla corona solare nelle immagini a raggi X, ed emettono a ritmo costante. Tuttavia lampeggiamenti, piccole esplosioni, punti luminosi, brillamenti ed eruzioni di massa si osservano molto frequentemente, soprattutto nelle regioni attive.
Questi segni macroscopici di attività solare sono sempre stati considerati dagli astronomi come la fenomenologia legata a eventi di rilassamento dei campi magnetici, durante i quali una parte del riscaldamento della corona viene prodotto per dissipazione di correnti per effetto Joule. Tuttavia inizialmente si pensava che questo processo di liberazione dell'energia avvenisse su larga scala e che un unico evento isolato di riconnessione magnetica potesse causare l'insorgere di un brillamento solare, o di un altro fenomeno legato all'attività solare.
La teoria dei nanobrillamenti presuppone invece che gli eventi di riconnessione magnetica, che avvengono contemporaneamente su piccola scala in punti diversi della corona, siano moltissimi, e che ciascuno di essi dia solo un contributo minimo di energia. Si tratterebbe quindi di piccolissimi brillamenti, abbastanza numerosi e vicini, sia nel tempo che nello spazio, da giustificare sia la temperatura media coronale, sia i fenomeni di attività solare frequentemente osservati.
Gli improvvisi aumenti di luminosità che periodicamente si osservano nelle regioni attive, i brillamenti, le espulsioni di massa coronali, sarebbero causati da un effetto a valanga, simile a quello previsto dalle teorie matematiche che spiegano i cataclismi.
Nell'ipotesi che la corona solare si trovi in uno stato di criticità auto-organizzata, la tensione del campo magnetico aumenterebbe fino a quando una piccola perturbazione non innescherebbe molte piccole instabilità, che si verificherebbero tutte insieme, come accade di solito nelle valanghe.
Uno dei risultati sperimentali a sostegno di questa teoria è il fatto che la distribuzione del numero di brillamenti osservata nei raggi X duri in funzione dell'energia segue una legge di potenza con indice spettrale negativo 1,8.
Se questa distribuzione avesse lo stesso indice spettrale anche a energie più basse, brillamenti, microbrillamenti e nanobrillamenti potrebbero fornire una parte considerevole di riscaldamento della corona. In realtà un indice spettrale negativo dell'ordine di 2 sarebbe necessario per mantenere la corona solare.

## Nanobrillamenti e riscaldamento coronale

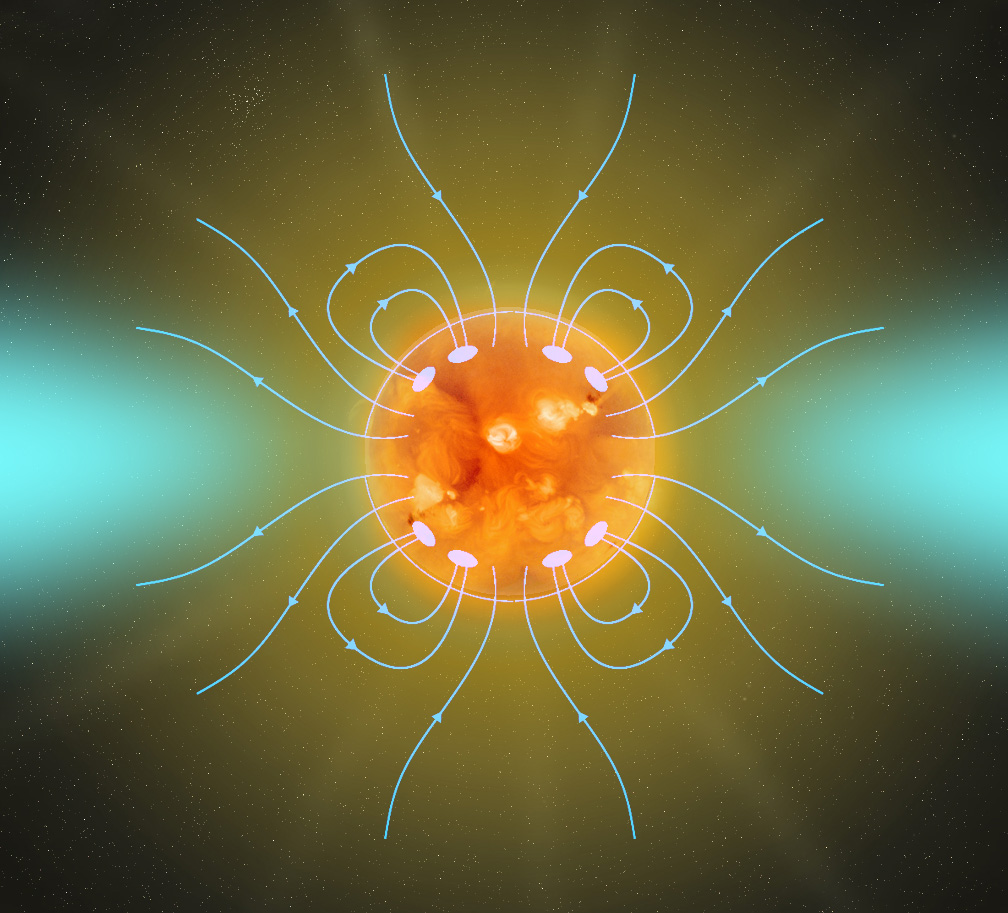
Linee del campo magnetico solare.

Il problema del riscaldamento della corona è ancora irrisolto, anche se molti passi avanti sono stati fatti in questa direzione e altre prove dell'esistenza dei nanobrillamenti sono state trovate nella corona solare. La quantità di energia immagazzinata nel campo magnetico potrebbe essere sufficiente per spiegare il riscaldamento coronale necessario per mantenere il plasma a queste temperature e per bilanciare le perdite radiative della corona solare.
La radiazione non è l'unico meccanismo di perdita di energia nella corona: poiché il plasma è altamente ionizzato e il campo magnetico è ben organizzato, la conduzione termica è un processo competitivo. Le perdite di energia dovute alla conduzione termica sono dello stesso ordine di grandezza delle perdite radiative. L'energia rilasciata nella corona che non viene irradiata verso l'esterno, è condotta verso l'interno, cioè verso la cromosfera, lungo gli archi.
Nella regione di transizione in cui la temperatura è di circa 104-105 K, le perdite radiative sono troppo elevate per essere bilanciate da una qualsiasi forma di riscaldamento meccanico
Il gradiente di temperatura molto alto, osservato in questo intervallo di temperatura, aumenta il flusso conduttivo per fornire la potenza che viene persa per radiazione.
In altre parole, la regione di transizione è così ripida (la temperatura aumenta da 10kK a 1MK in una distanza dell'ordine di 100 km), in quanto la conduzione termica dalla parte dell'atmosfera superiore più calda (che si verifica solo lungo le linee del campo magnetico) deve bilanciare le alte perdite radiative, dovute principalmente alle numerose righe di emissione, che si formano in queste temperature da atomi ionizzati (ossigeno, carbonio, ferro e così via).
La convezione solare potrebbe fornire il riscaldamento necessario, ma in un modo non ancora noto in dettaglio. In realtà, non è ancora chiaro come questa energia potrebbe essere trasmessa dalla cromosfera (dove potrebbe essere assorbita o riflessa), e quindi dissipata nella corona, invece di disperdersi nel vento solare. E inoltre, dove potrebbe verificarsi esattamente: nella bassa corona o in zone superiori, dove le linee del campo magnetico nello spazio si aprono nell'eliosfera, soffiando il vento solare nel sistema solare?
Fino ad ora, l'importanza del campo magnetico è riconosciuta da tutti gli scienziati: vi è una stretta corrispondenza tra le regioni attive, dove il flusso irradiato è maggiore (soprattutto nei raggi X), e le regioni di intenso campo magnetico.
Comunque il problema del riscaldamento della corona è complicato dal fatto che tutte le strutture fisiche presenti nella corona richiedono quantità di energia molto diversa tra loro.
È difficile credere che fenomeni molto dinamici ed energetici come i brillamenti e le espulsioni di massa coronale condividano la stessa fonte di energia delle strutture stabili che coprono aree molto grandi del Sole: se i nanobrillamenti riscaldassero tutta la corona, allora dovrebbero essere distribuiti ovunque in modo così uniforme da apparire come un riscaldamento stazionario.
D'altra parte, per spiegare fenomeni molto rapidi ed energetici come i brillamenti solari, il campo magnetico dovrebbe essere strutturato su distanze dell'ordine del metro.
Le onde di Alfvén generate da moti convettivi nella fotosfera possono passare attraverso la cromosfera e la regione di transizione, trasportando un flusso di energia paragonabile a quello necessario per sostenere la corona. In ogni caso i periodi dei treni d'onda osservati nell'alta cromosfera e nella regione di transizione più bassa sono dell'ordine di 3-5 min. Questi tempi sono più lunghi rispetto al tempo impiegato dalle onde Alfvén per attraversare un tipico anello coronale. Questo significa che la maggior parte dei meccanismi dissipativi potrebbe fornire energia sufficiente solo a distanze più lontane dalla corona solare.

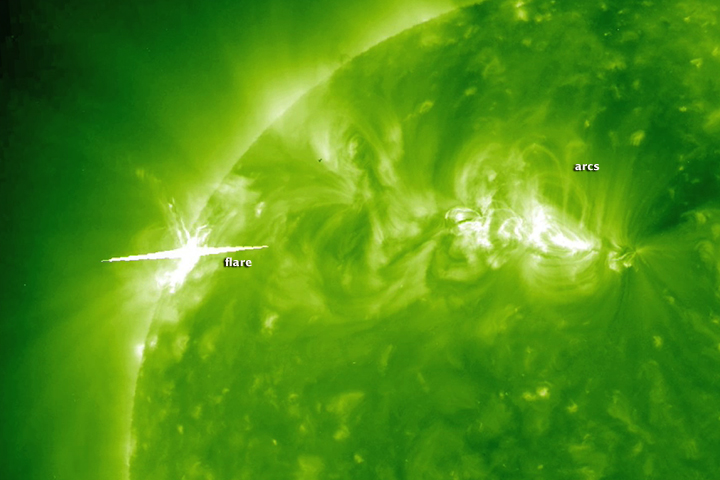
Brillamento solare con eruzione di massa coronale. Nell'immagine (ripresa da STEREO) sono evidenziate anche alcune strutture ad arco stazionarie (anelli coronali).

La teoria portata avanti da Parker sui nano-microbrillamenti rientra tra quelle che fanno risalire il riscaldamento della corona alla dissipazione per effetto Joule di correnti elettriche generate da uno spontaneo rilassamento delle linee del campo magnetico verso una configurazione di energia più bassa.
L'intrecciarsi delle linee del campo nei tubi di flusso magnetico provoca eventi di riconnessione magnetica con conseguente cambiamento del campo magnetico a piccole scale di lunghezza, senza una modifica simultanea delle linee di campo magnetico a grandi scale di lunghezza.
In questo modo si potrebbe spiegare perché gli archi coronali siano stabili e così caldi allo stesso tempo.
La dissipazione ohmica di correnti potrebbe essere una valida alternativa per spiegare l'attività coronale. Per molti anni la riconnessione magnetica è stata chiamata in causa come la fonte energetica principale dei brillamenti solari. Tuttavia questo meccanismo di riscaldamento non è molto efficiente in grandi fogli di corrente, mentre più energia potrebbe essere ceduta in regimi turbolenti in cui i nanobrillamenti si verificano su piccole scale di lunghezze, dove gli effetti non lineari non sono trascurabili.